# Alina Cucerzan
Alina Cucerzan (n. 28 iulie 1974, Câmpia Turzii, Cluj, România) este o fostă alergătoare română.

## Carieră
A participat la Campionatul European de Juniori (sub 20) din 1993 de la San Sebastián unde a obținut locul 5 la 1500 m. În anii 1990, Asociația Internațională a Federațiilor de Atletism a acordat femeilor dreptul de a concura în proba de 3000 m obstacole. Atât în 1998 cât și în 1999 Alina Cucerzan s-a clasat printre primele cinci performere mondiale ale sezonului. În 1999 ea a devenit campioană națională la această probă nouă.
În anul 2003, la Campionatul Mondial de la Paris, s-a clasat pe locul 8 în semifinala cursei de 1500 m. Proba de 3000 m obstacole încă nu a fost introdusă în programul oficial. Anul următor, a obținut locul 16 la Campionatul Mondial în sală din 2004 de la Budapesta. Tot în 2004 a participat la Jocurile Olimpice de la Atena.

## Realizări
| An   | Competiție                               | Locație               | Loc | Eveniment | Note    |
| ---- | ---------------------------------------- | --------------------- | --- | --------- | ------- |
| 1991 | Campionatul European de Juniori (sub 20) | Salonic, Grecia       | 13  | 1500 m    | 4:29,25 |
| 1993 | Campionatul European de Juniori (sub 20) | San Sebastian, Spania | 5   | 1500 m    | 4:20,98 |
| 2003 | Jocurile Balcanice                       | Teba, Grecia          | 1   | 800 m     | 2:04,75 |
| 2003 | Jocurile Balcanice                       | Teba, Grecia          | 1   | 1500 m    | 4:40,93 |
| 2003 | Campionatul Mondial                      | Paris, Franța         | 19  | 1500 m    | 4:11,99 |
| 2004 | Jocurile Balcanice în sală               | Peania, Grecia        | 1   | 3000 m    | 9:18,35 |
| 2004 | Campionatul Mondia în sală               | Budapesta, Ungaria    | 16  | 1500 m    | 4:15,58 |
| 2004 | Jocurile Olimpice                        | Atena, Grecia         | 39  | 1500 m    | 4:18,07 |

## Recorduri personale
| Probă            | Performanță | Dată              | Locație   |
| ---------------- | ----------- | ----------------- | --------- |
| 800 m            | 2:01,85     | 13 iunie 2004     | București |
| 1500 m           | 4:05,80     | 27 iulie 2003     | Pyrgos    |
| 3000 m obstacole | 9:54,36     | 24 iunie 2003     | Trikala   |
| 800 m în sală    | 2:04,75     | 4 martie 2003     | Atena     |
| 1500 m în sală   | 4:11,30     | 22 februarie 2004 | Peania    |